# 메타 샌디포드아테스트
메타 샌디포드아테스트(영어: Metta Sandiford-Artest, 본명은 로버트 윌리엄 아테스트 주니어(Ronald William Artest, Jr.), 1979년 11월 13일~)는 미국의 전 농구 선수이다. 그는 법적으로 2011년에 이름을 메타 월드 피스(Metta World Peace)로 바꾸기 전에 론 아테스트(Ron Artest)로 알려져 있었다가 2020년 메타 샌디포드아테스트로 이름을 바꾸었다.